# Bob O’Connor
Robert E. O’Connor Jr. (ur. 9 grudnia 1944, zm. 1 września 2006) – amerykański polityk, burmistrz Pittsburgha w stanie Pensylwania od 3 stycznia 2006 aż do swojej śmierci.

## Życie i wczesna kariera
Urodzony w okolicach Greenfield, przez długi czas był mieszkańcem Squirrel Hill. O’Connor ukończył studia na uniwersytecie w Pitsburghu Taylor Allderdice High School, pracował przelotnie jako hutnik. W końcu został członkiem zarządu „the Pappan chain of restaurants” w obszarze Pittsburgha. 
Wraz ze swoją żoną, Judy Levine O’Connor, miał jedną córkę, Heidy, oraz dwóch synów, Coreya i Terrence’a.